# Best-of 1996
 (janvier 2023).
Si vous disposez d'ouvrages ou d'articles de référence ou si vous connaissez des sites web de qualité traitant du thème abordé ici, merci de compléter l'article en donnant les références utiles à sa vérifiabilité et en les liant à la section « Notes et références ».
Pour les articles homonymes, voir Best of.
Albums de Jean-Jacques Debout
Si tu reviens, viens A Long Island
Best-of est un album studio paru en 1996 qui comporte douze titres dont sept chansons inédites et des réorchestrations de cinq succès du chanteur Jean-Jacques Debout.

## Titres
1. Pour Moi La Vie Va Commencer
2. Redeviens Virginie
3. Les Enfants Du Paradis
4. Mon Cœur Est En Exil
5. Tu Veux Suivre Un Garçon
6. Drôle De Cité
7. Elle
8. Le Cœur En Partance
9. Tu Es Glamour
10. Alphonsine Et Les Impressionnistes
11. Les Boutons Dorés
12. Nos Doigts Se Sont Croisés